# 二鬼拍门
 二鬼拍門或者双鬼拍門是象棋術語，是指有双兵（卒）或是双車或者一车一兵（卒）在逼近对方九宫，尤其是逼近對方肋道九宫象（相）眼路的情形。
此術語的名稱是因為在象棋中，常將兵（卒）稱為小鬼，而此攻擊方式也可以透過二個兵（卒）來實現，因此有此稱呼。
二鬼拍門控制了九官裡的二個肋道以及宮心，可以限制對方將（帅）的行動，而且因為塞象眼，若象不在底線，此時就無法到中路防守。因此也可以配合其他子在中路的杀法。